# Gare de Ruffec
Gare de Ruffec – stacja kolejowa w Ruffec, w departamencie Charente, w regionie Nowa Akwitania, we Francji.

## Historia
Stacja Ruffec została otwarta razem z odcinkiem Poitiers - Angoulême linii Paryż - Bordeaux 28 lipca 1853.